# Centre Robert Walser
Le Centre Robert Walser (Robert-Walser-Zentrum) est un centre de recherche et de vulgarisation de l’œuvre de Robert Walser et Carl Selig, ouvert au public. Le centre est situé à Berne et a été inauguré en 2009. Sa mission est de collecter, répertorier et transmettre leurs œuvres et leur héritage. Le centre, accessible aux spécialistes comme au grand public, dispose d'un fonds d'archives, d'une bibliothèque, de deux salles avec des espaces de travail libres et présente des expositions temporaires.
Son activité scientifique consiste à publier des ouvrages spécialisés, d'organiser des colloques, des ateliers et des expositions relatives à ces œuvres. Un autre objectif est la promotion des traductions des œuvres et articles de ces deux auteurs.

## Histoire
En 1966, l'avocat Elio Fröhlich a fondé la Fondation Carl Seelig à Zurich, ce qui a donné naissance en 1973 aux Archives Robert Walser. Le but de ses archives est de préserver le patrimoine littéraire de Robert Walser, d'étendre sa diffusion et de favoriser la recherche sur cet œuvre en mettant ce fonds à disposition des chercheurs.
En 2004, la fondation a été rebaptisée Robert Walser-Stiftung Zürich (Fondation Robert Walser Zurich). En 2009, le fonds d'archives a été déménagé à Berne, la fondation renommée en Robert Walser-Stiftung Bern (Fondation Robert Walser Berne) et le centre Robert Walser inauguré, sous la direction de Reto Sorg,.
Depuis 2009 également, le Centre Robert Walser travaille avec un groupe de bénévoles qui soutiennent les employés dans leur travail scientifique et contribuent à ce que le centre puisse offrir de larges horaires d'ouverture au public.

## Archives Robert Walser
Le point central des archives est la collection sur Robert Walser, qui comprend des manuscrits, de la correspondance, du matériel biographique et une collection en constante expansion sur la réception de l'œuvre, qui sont inventoriées, sécurisées et recherchées. Les précieux manuscrits (y compris les Mikrogramme) sont conservés depuis 2009 aux Archives littéraires suisses de la Bibliothèque nationale suisse à Berne. Ils restent cependant la propriété de la Fondation Robert Walser Berne.

## Éditions de l’œuvre de Walser.

### Déchiffrement des «Mikrogramme»
À partir des années 1924/1925, Robert Walser se met à écrire sur différents supports, des textes dont la graphie devient de plus en plus petite, jusqu'à ne mesurer qu'un millimètre de hauteur. Robert Walser a lui-même nommé cette graphie très singulière les Mikrogramme. L'intérêt pour cette partie de son oeuvre n'émerge que dans les années 60. De 1981 à 1995, Werner Morlang et Bernhard Echte s'attèlent au déchiffrement de ces écrits. Werner Morlang était alors, de 1987 à 1995, directeur des archives Robert Walser. Le travail de ces deux chercheurs aboutit, de 1985 à 2000 à la publication progressive de cette partie restée inédite de l’œuvre de Robert Walser.

### Nouvelle édition bernoise.
Depuis 2018, l'ensemble de l’œuvre de Walser est rééditée aux éditions Suhrkamp dans le cadre du projet Kritische Robert Walser-Ausgabe dont le but est la publication de l'ensemble de son œuvre, publiée et manuscrite,. L'achèvement de ce projet éditorial, réalisé en collaboration avec les universités de Bâle et de Zürich, est prévu pour 2036,.